# شهرستان مریشکار
ناحیهٔ مریشکار (به ازبکی: Myrishkor District) یک منطقهٔ مسکونی در ازبکستان است که در ولایت کشک‌دریا واقع شده‌است. ناحیه مریشکار ۳٫۱۰۰ کیلومتر مربع مساحت و ۱۱۸٫۵۴۰ نفر جمعیت دارد.